# Kup Hrvatske u kuglanju za muškarce 2013./14.
Hrvatski kup u kuglanju za muškarce u sezoni 2013./14. je osvojio "Zadar" 
 
Kup je igran na proljeće 2014. godine, a prethodili su mu kupovi po županijskim i regionalnim savezima. 

## Rezultati

### Osmina završnice
| datum | mjesto odigravanja | par                                   | rez. | napomena |
| ----- | ------------------ | ------------------------------------- | ---- | -------- |
|       |                    | Zaprešić - Poštar Split               | 6:2  |          |
|       |                    | Željezničar Čakovec - Pakrac          | 7:1  |          |
|       |                    | Hrabri Zagreb - Lepoglava             | 6:2  |          |
|       |                    | Novska - Grmoščica Zagreb             | 2:6  |          |
|       |                    | Jadranka Hoteli Mali Lošinj - Zadar   | 2:6  |          |
|       |                    | Medveščak 1958 Zagreb - Kandit Osijek | 6:2  |          |
|       |                    | Uljanik Pula - Brodosplit (Split)     | 7:1  |          |
|       |                    | Mostanje Karlovac - Osijek            | 1:7  |          |

### Četvrtzavršnica
| datum | mjesto odigravanja | par                              | rez. | napomena |
| ----- | ------------------ | -------------------------------- | ---- | -------- |
|       |                    | Željezničar Čakovec - Zaprešić   | 3:5  |          |
|       |                    | Hrabri Zagreb - Grmoščica Zagreb | 1:7  |          |
|       |                    | Zadar - Medveščak 1958 Zagreb    | 7:1  |          |
|       |                    | Uljanik Pula - Osijek            | 1:7  |          |

### Završni turnir
Igrano u lipnju lipnja 2014. u Zadru u kuglani "Mocire".
| klub1            | rez.          | klub2         | napomene      |
| poluzavršnica    | poluzavršnica | poluzavršnica | poluzavršnica |
| ---------------- | ------------- | ------------- | ------------- |
| Grmoščica Zagreb | 1:7           | Zaprešić      |               |
| Osijek           | 1:7           | Zadar         |               |
|                  |               |               |               |
| završnica        |               |               |               |
| Zadar            | 7:1           | Zaprešić      |               |

## Unutrašnje poveznice
- Kup Hrvatske u kuglanju za muškarce
- Hrvatska kuglačka liga za muškarce 2013./14.

## Vanjske poveznice
- kuglanje.hr, Hrvatski kuglački savez
- kuglacki-savez-os.hr, Kuglački savez Osječko-baranjske županije